# Nueva Libertad (La Concordia)
Nueva Libertad es una localidad del estado mexicano de Chiapas. Es parte del municipio de La Concordia.

## Demografía
| Gráfica de evolución demográfica |
|                                  |

| Censo | Población |
| ----- | --------- |
| 1950  | 286       |
| 1960  | 381       |
| 1970  | 541       |
| 1980  | 710       |
| 1990  | 912       |
| 2000  | 990       |
| 2010  | 1 005     |
| 2020  | 1 221     |